# Mlinarić
Mlinarić je od 17. stoljeća hrvatska plemićka obitelj.
Kralj Ferdinand III potvrdio je 20. ožujka 1655. godine u Požunu plemićku titulu i grbovnicu, Matiji Mlinariću i bratu mu Ambrozu. Obitelj hrvatskog podrijetla koja se razdijelila na više grana: hrvatsku (Mlinarić), mađarsku (Mlinarics), štajersku (Mlinarič)...i druge verzije. U knjizi "Plemstvo Hrvatske i Slavonije" (njem. original Der Adel von Kroatien und Slavonien) (Tal.89.), izdanoj u Nürnbergu 1899. godine, dr. Ivan Bojničić spominje hrvatski ogranak porodice.

### Opis grba
- Štit (Engrailed - zemlja ili Zemlja) s tri vodoravne boje (po redu odozgora prema dolje srebrna, crvena i plava), u crvenoj nijansi (tri zvijezde - pojas - vojnički kaiš ili počast), a u plavoj lav Passant guardant s kosim žezlom (znakovi svjetovne vlasti).
- Šljem (srebrena kaciga okrenuta u stranu, iz profila, (desno), sa zlatnim prečkama i ukrasima) iznad štita (više plemstvo).
- Na šljemu stoji kruna (s pet vrhova, koji su oblika trolista - heraldička "Kruna Francuskih prinčeva" - oznaka visokog plemstva) iz koje izvire lav Rampant s kosim žezlom (znakovi svjetovne vlasti) i vijencem (predstavljao znak pažnje, koji bi neka dama dala svom vitezu kada je odlazio u ratove) zelene boje (nada, radost i vjernost u ljubavi)
- Plašt u bojama (Plava - vjernost i istina, Crvena - vojnička hrabrost i velikodušnost, Zlato - darežljivost, Srebro - mir i spokoj)

### Podatci o porodici
Zbog velikih turbulencija na prostoru Austro-Ugarske (Zrinsko-frankopanska urota, Stogodišnji hrvatsko-turski rat...itd.) u to vrijeme veliki broj podataka o hrvatskoj grani porodice Mlinarić je uništen. Porodica se pojavljuje u povijesti kroz mnoge vojne, crkvene, pravne i dr. položaje. 
Jedan od braće Matija Mlinarić (koji je dobio potvrdu plemstva 20. ožujka 1655. godine od Kralja Ferdinand III) i Matijaš Mlinarič (Štajerska verzija prezimena) spominju se u nedavno pronađenim Spomenicima Tržičkih Frankopana.   Mađarska verzija prezimena je Mlinarics (potvrda kao Bačko-Šomođsko plemstvo 24. veljače 1650. godine u Beču), bohemsko-moravska Mlinarick ili Mlinarik (M.Miklos/Nikola dobio povelju iz 1621.), a sve ove verzije prezimena se pojavljuju i kao Mlinarich, koja je univerzalna za kompletno područje Austro-Ugarske. Također ih je moguće pronaći pod germanskom verzijom prezimena Muller/Miller/Muhlen, pretežno su to bili djelovi porodice koji su preselili u ostale dijelove monarhije (na njemačkim govornim područjima) i Molin/Mollinary/Molinari (na talijanskom govornom području).
U zapisima iz Smičiklasove knjige "Codex diplomaticus regni Croatiae, Dalmatiae et Slavoniae", na stranici 398. – 399. u tekstu iz 1398.g. 10. prosinca, u Kninu. "Podban Pavao de Zenche potvrđuje skradinskim franjevcima posjede koje im je poklonio ban Pavao", gdje se spominje do sada znani prvi pismeni zapis prezimena Mlinarić (Mlinarich). Zbog toga se pretpostavlja da je ovo plemstvo mnogo starije od datuma potvrde plemstva iz 1621., 1650. i 1655. godine.

### Rodovi Kačića
Mitologija prezimena povezana je s Muhlom i legendom o dolasku sedam plemena, koja dolazi s planine Muhl (Gornja Austrija)
Poznati povjesničar Vjekoslav Klaić u knjizi "Hrvatska plemena od XII. do do XVI. stoljeća", tiskanoj u Zagrebu 1897. opisuje burnu povijest Kačića jedno od dvanaest hrvatskih plemena koja su imala pravo birati kralja, tog najmoćnijeg i nepokorivog hrvatskog plemena. Na jednom mjestu piše: "Glavno koljeno Kačića imalo je svoj posjed u gornjem Primorju i tu se bilo uzdiglo do vrhunca slave, a porodice mu se tako namnožile, da se istim prezimenom ne mogahu raspoznati. U daljnjem dijelu teksta se spominju se prezimena rodova Kačića, gdje se povezuje geneza sa porodicom Mlinarić, na stranici 35. gdje se govori o skradinskim franjevcima koje također potvrđuje Smičiklasova knjiga "Codex diplomaticus regni Croatiae, Dalmatiae et Slavoniae". Franjevci su u Skradin dolazili su s područja plemena Kačić, pošto je Pavao I. tijekom zadnjih desetljeća 13. stoljeća podvrgao svojoj vlasti sve hrvatske velikaše i dalmatinske gradove, a uspio je skršiti i moć omiških knezova Kačića te stekao Omiš i Neretvansku krajinu koju je uže povezao s Hrvatskom. Potom ih se šalje u Bosnu gdje dolaze kao misionari, koji rade na iskorjenjivanju učenja bosanskih krstjana. Pomoću franjevaca pleme Kačića znatno se širi prema dalmatinskom zaleđu i Bosni.

### Porodični nadimak
Stari zabilježeni nadimak porodice bio je "Melini", "Mile", "Milesi", "Milne", "Mileri", "Mlinari" i "Molini", dok u novije vrijeme koriste nadimak "Mlinke" ili "Mline"

## Vanjske poveznice
- GRBOVNIK OBITELJI MLINARICH (Mlinarić)-1655.
- GRBOVNIK MAĐARSKOG OGRANKA OBITELJI MLINARIĆ-MLINARICS - 1650.
- "Mlinarich (Mlinarić). | Siebmacher: Wappenbuch | Kézikönyvtár"
- Magyar Nemzeti Múzeum Könyvtárának czímereslevelei by Országos Széchényi Könyvtár; Áldásy, Antal, 1869-1932; Czobor, Alfréd,Published 1904,Topics Országos Széchényi Könyvtár, Crests, Nobility
- Povijest plem. općine Turopolja nekoć zagrebačko polje zvane" (1910) - Velika Mlaka, str.398/399
- Spomenici Tržičkih Frankopana
- Nobilitas hungariae
- "Codex diplomaticus regni Croatiae, Dalmatiae et Slavoniae" (STR. 398-399).
- Hrvatska plemena od XII. do do XVI. stoljeća(Str.35)
- Die Habsburgische Politik gegenüber den Serbien und Montenegrinern 1791-1822, Str. 308 - Beispiel Serbien, K.K.Rittemeister Mlinarich
- Josef Freiherr von Simbschen und die Stellung Österreichs zur serbischen Frage (1807-1810)-K.K.Rittermeister Mlinarich
- Militär-Schematismus des österreichischen Kaiserthums 1827, str.198
- SOMOGY VÁRMEGYE NEMES CSALÁDAI-Mlinarics (1737)
- Nemes csalad M   Arhivirana inačica izvorne stranice od 31. kolovoza 2013. (Wayback Machine)
- Raab bataille - Le 16 juin à midi, Les hussards Melleck et Mlinarics réussissent également à blesser un général français.   Arhivirana inačica izvorne stranice od 25. prosinca 2019. (Wayback Machine)
- Count's prefect, Anton Minaricz   Arhivirana inačica izvorne stranice od 3. ožujka 2016. (Wayback Machine)
- Status regni Hungariae, anno 1792, Mlinarits STR. 23.
- Stemmatographia nobilium familiarum regni Hungariæ; præmissa est series, Mlinarits - Page. 211.

## Pogledati još
- Dodatak:Popis poznatih plemićkih obitelji iz Hrvatske